# Zoja Fiodorowa
Zoja Aleksiejewna Fiodorowa, ros. Зоя Алексеевна Фёдорова, ur. 8 grudnia?/21 grudnia 1907 w Petersburgu, zm. 10 grudnia 1981 w Moskwie) – radziecka aktorka filmowa. Zasłużona Artystka RFSRR (1965), laureatka dwóch Nagród Stalinowskich drugiego stopnia (1941, 1942). Matka aktorki Wiktorii Fiodorowej.
Zyskała powszechne uznanie w ZSRR filmach „Przyjaciółki” (1935), „Muzyka i miłość” (1940 r. – Nagroda Państwowa ZSRR 1944 r.), „Frontowe przyjaciółki” (1942 r. – Nagroda Państwowa ZSRR), „Ożenek” (1944 r.), „Stracone lato” (1962 r.), „Wesele w Malinówce” (1967 r.) „Moskwa nie wierzy łzom” (1979 r.) i innych. W grudniu 1946 roku była represjonowana (otrzymała wyrok 27 lat więzienia za szpiegostwo) i przebywała we Władimirskim Więzieniu do lutego 1955 roku.

## Życiorys
Zoja Fiodorowa urodziła się 21 grudnia 1907 roku w Petersburgu, w rodzinie robotnika i gospodyni domowej. W 1918 roku rodzina przeprowadziła się do Moskwy, gdzie ojcu Zoji zaproponowano pracę w charakterze naczelnika paszportowej służby Kremla. Jeszcze w szkolnym okresie Zoja uczestniczyła w pracy kółka dramatycznego i marzyła o karierze aktorki, jednakże pod wpływem rodziców po ukończeniu szkoły podjęła pracę rachmistrzyni w sektorze ubezpieczeń państwowych. W 1928 roku Zoja Fiodorowa zaczęła studia teatralne pod kierunkiem Jurija Zawadskiego, a po ich zamknięciu kontynuowała naukę w uczelni przy moskiewskim Teatrze rewolucji, którą zakończyła w 1934 roku. W czasie studiów była zamężna z L.S. Wejclerem (1906–1965), później znanym teatralnym aktorem, do końca życia pracującym w Teatrze Dramatu i Komedii Na Tagance. W 1934 r. wyszłą za mąż za operatora filmowego Władimira Rapoportowa, które to małżeństwo trwało do 1939 roku. Po rozstaniu z Rapaportem spotykała się z lotnikiem Iwanem Kleszcziowym, który poległ w 1942 roku.
Będąc studentką Fiodorowa wystąpiła w filmie „Spotkany” (1932 r.), jednakże jej rola nie weszła o ostatecznie przyjętej wersji filmu. Dlatego za jej oficjalny debiut filmowy jest uważany film „Harmonia” (1934 r.).
Ogólnokrajową popularność Zoja Fiodorowa zyskała w 1936 r. po zagraniu jednej z głównych ról w filmie „Przyjaciółki”. Nawet areszt ojca w 1938 r. spowodowany sfabrykowanym oskarżeniem nie zaszkodził jej błyszczącej karierze – nadal powierzano jej główne role w filmach.
W 1945 r. Fiodorowa poznała amerykańskiego dyplomatę Jacksona Rogersa Tate, którego córkę – Wiktorię – urodziła 13 stycznia 1946 r. (Tate przedtem opuścił ZSRR; Tate później został Wiceadmirałem w USA). Usiłując ukryć fakt urodzenia dziecka którego ojcem był cudzoziemiec, aktorka pospiesznie wyszła za kompozytora Aleksandra Riazanowa, z orkiestrą którego występowała na początku lat 40.
Jednakże 27 grudnia 1946 r. Zoja Fiodorowa została aresztowana i po wstępnym pobycie na Łubiance i w Więzieniu Lefortowskim, otrzymała wyrok za szpiegostwo w wymiarze 25 lat łagru zaostrzonego reżimu (ze zmianą na Władimirskie Więzienie). Nadto orzeczono konfiskatę jej całego majątku i zsyłkę dla całej rodziny (członkowie rodziny zdrajcy Ojczyzny – obowiązywał dekret o członkach rodziny zdrajcy ojczyzny tzw. dekret o czesairach /czlienach siemii izmiennikow Rodiny/). Siostra Zoji Fiodorowej – Aleksandra – otrzymała wyrok dożywotniej zsyłki z dziećmi; siostra Marja – 10 lat łagru w Workucie, gdzie pracowała w wytwórni cegieł (zmarła przed odbyciem kary w 1952 roku – w fabryce cegieł była wyjątkowo wysoka śmiertelność osadzonych, ze względu na nagłe zmiany temperatury rzędu 100° C). Od 1947 roku jej córka Wiktoria Fiodorowa (zarazem córka Jacksona Rogersa Tate) żyła na zsyłce we wsi Połudino na południu Kazachstanu, razem z ciocią Aleksandrą i jej dziećmi Niną i Jurijem.
Więzienie Zoja Fiodorowa opuściła w 1955 r., w trakcie masowej rehabilitacji osób osądzonych z przyczyn politycznych. W dniu 23 lutego 1955 roku Zoja Fiodorowa zamieszkała wspólnie z córką Wiktorią. Wkrótce potem wróciła do pracy w filmie. W 60. i 70. latach często występowała w filmach radzieckich, głównie w drugoplanowych, charakterystycznych rolach. 
W 1976 roku aktorce pozwolono odwiedzić USA, gdzie ona spotkała się z Jacksonem Tate. Po śmierci Tate’a w 1978 roku jeszcze dwukrotnie przyjeżdżała do USA do córki (która wyemigrowała do USA w 1975 roku). Wkrótce potem zaczęła gromadzić dokumenty niezbędne do wyjazdu do USA na stałe. 10 grudnia 1981 została zamordowana w swoim mieszkaniu wystrzałem w tył głowy z pistoletu Sauer przez nieznanego sprawcę.
Pochowana na Cmentarzu Wagańkowskim w Moskwie.

## Filmografia
- 1932 – Turbina 50 000 (Встречный)
- 1934 – Гармонь
- 1935 – Лётчики
- 1935 – Przyjaciółki (Подруги)
- 1936 – Женитьба
- 1937 – Шахтёры
- 1937 – Большие крылья
- 1937 – На границе
- 1938 – Огненные годы
- 1938 – Człowiek z karabinem (Человек с ружьём)
- 1939 – Ночь в сентябре
- 1939 – Станица Дальняя
- 1939 – Wielki obywatel (Великий гражданин)
- 1940 – Muzyka i miłość (Музыкальная история)
- 1940 – Шестьдесят дней
- 1940 – На путях
- 1941 – Патриотка
- 1941 – Фронтовые подруги
- 1944 – Iwan Nikulin, rosyjski marynarz (Иван Никулин – русский матрос)
- 1944 – Свадьба
- 1956 – Своими руками
- 1956 – Медовый месяц
- 1956 – Девочка и крокодил
- 1957 – Поэт
- 1957 – Ленинградская симфония
- 1957 – Szukam mojej dziewczyny (Девушка без адреса)
- 1957 – Ночной патруль
- 1958 – Дело «Пёстрых»
- 1958 – Narzeczony z tamtego świata (Жених с того света)
- 1958 – Дружок
- 1959 – В нашем городе
- 1959 – Я Вам пишу
- 1961 – Сердце не прощает
- 1961 – Взрослые дети
- 1961 – Szkarłatne żagle (Алые паруса)
- 1962 – Szestnasta wiosna (Шестнадцатая весна)
- 1963 – Слепая птица
- 1963 – Ciotki na rowerach (Пропало лето)
- 1963 – Это случилось в милиции
- 1963 – Знакомый адрес
- 1964 – Хотите – верьте, хотите – нет
- 1964 – Bajka o zmarnowanym czasie (Сказка о потерянном времени)
- 1965 – Иностранка
- 1965 – Спящий лев
- 1965 – Operacja Y, czyli nowe przypadki Szurika (Операция «Ы» и другие приключения Шурика)
- 1965 – Стряпуха
- 1965 – Зелёный огонёк
- 1965 – Скверный анекдот
- 1965 – Дайте жалобную книгу
- 1965 – От семи до двенадцати
- 1966 – Формула радуги
- 1967 – Свадьба в Малиновке
- 1968 – Улыбнись соседу
- 1970 – Меж высоких хлебов
- 1970 – Uwaga, żółw! (Внимание, черепаха!)
- 1971 – Шельменко-денщик
- 1971 – Русское поле
- 1971 – За рекой – граница
- 1971 – Тени исчезают в полдень
- 1973 – По собственному желанию
- 1973 – Вот моя деревня…
- 1973 – Kordzik (Кортик) reż. Nikołaj Kalinin
- 1973 – Żółtodziób (Капля в море)
- 1974 – Врача вызывали?
- 1974 – Происшествие
- 1975 – Auto, skrzypce i pies Kleks (Автомобиль, скрипка и собака Клякса)
- 1978 – Живите в радости
- 1980 – Moskwa nie wierzy łzom (Москва слезам не верит)
- 1980 – Утренний обход
- 1984 – Перикола